# Vlado Lisjak
Vlado Lisjak (* 29. dubna 1962 Petrinja, Jugoslávie) je bývalý švýcarský zápasník, reprezentant v zápase řecko-římském. V roce 1984 na olympijských hrách v Los Angeles v kategorii do 68 kg vybojoval zlatou medaili. V roce 1982 obsadil čtvrté a v roce 1983 sedmnácté místo na mistrovství světa.